# Japanska hederstitlar
Japanska titlar innebär att det som regel i det japanska språket används specifika tilltalsord som suffix till namn på framför allt personer men ibland även till organisationer och föremål. Vissa ändelser används vid vardagligt tilltal, andra för att visa extra hövlighet och respekt och utgör då inte sällan en förvärvad hederstitel.

## Översikt
Det finns ett brett spektrum av sådana hövlighetsformer för att tilltala eller hänvisa till människor, till exempel -san, som i Megumi-san. Dessa hövlighetsformer är könsneutrala, men vissa är vanligare antingen för män eller kvinnor (så används -kun främst för män, medan -chan används främst för kvinnor) och kan sättas såväl efter förnamn som efternamn - till exempel: Egil-san, Aslög-san, Svensson-san. Att använda en hövlighetsform krävs i allmänhet, när man refererar till någon, men en hederstitel kan i vissa fall utelämnas eller bör inte alls användas.

## Vanliga hövlighetsformer
- Chan – Betyder ungefär lilla söta (gäller små barn), eller används till vänner och/eller människor som man har känt en längre tid.
- San – San kan betyda herr eller fru, även ärade, och används till alla.
- Sama – Mäktige. Används till folk med högre status i samhället, eller om man vill vara extra hövlig.
- Kun – används mest till pojkar eller män yngre än talaren. Betyder ungefär "san".[1]
- Sensei – Lärare.
- Senpai – Äldre elever, även till folk på samma arbetsplats som arbetat där längre.
- Kōhai – Yngre elever, även till folk på samma arbetsplats som arbetat där en kortare tid
- Dono[2] – Mästare

Tillämpat: Sonada-sensei, Kona-chan, Yuichi-kun, Kagami-sama, Maruyama-senpai.

## Andra titlar

### Yrkestitlar
- Buchō (部長):  byråchef, avdelningschef
- Honbuchō (本部長): huvudkontors chef, även i kampsport
- Kaichō (会長): ordförande
- Sōsai (総裁): president, generaldirektör. Även stilchef i budō, t.ex. Masutatsu Oyama

### Japanska kampsportstitlar
Kampsportare tilltalar ofta sina lärare med sensei. Juniora och seniora studenter är åtskilda via ett senpai/kōhai-system.
Inom vissa karatestilar förekommer också O'Sensei som titel för (det avlidna)   stilöverhuvudet.
Särskilda titlar tillämpas även för att hänvisa till seniora instruktörer. Vilken titel som gäller beror på den förevarande licensierande organisationen.

#### Shōgō
Shōgō (称号) "titel", "namn", "grad" är kampkonsttitlar som infördes av Dai Nippon Butoku Kai, Kokusai Budoin och International Martial Arts Federation Europe.
- Renshi (錬士): Instruktör, tränare
- Kyōshi (教士): avser en avancerad lärare.
- Hanshi (範士): syftar på en senior expert som hålls för "lärarnas lärare". Denna titel brukas av många olika bujutsutyper för ett fåtal toppinstruktörer i en viss stil och översätts ibland som "Stormästare".
- Meijin (名人): förlänas av en speciell examinationsmyndighet.

#### Andra kampsportstitlar
- Kensei (剣聖), svärdshelgon, en hederstitel som ges till krigare med legendarisk färdighet i kenjutsu.
- Kyōshi (教師), kan i dagligt talad japanska vara en mera modest synonym för sensei, och används ibland för att syfta på en tränare.
- Shihan (師範), betyder helt enkelt huvudtränare; I motsats till titlarna ovan är den inte gradrelaterad.
- Shidōin (指導員), assisterande tränare, inte heller gradrelaterad.
- Shishō|(師匠) är en annan titel använd om kampsportsinstruktörer.
- sōke, grundare och nedärvd uppgift som stilöverhuvud
- Oyakata(親方), mästare, speciellt en sumocoach. Ordagrann betydelse är en person i förälders ställe.
- Zeki (関), ordagrant "barriär", och används om sumobrottare i de två högsta divisionerna (sekitori).

## Källhänvisningar
1. ↑  男子も「さん」で… 「君」廃止、学校で広がる Arkiverad 28 september 2011 hämtat från the Wayback Machine. på japanska
2. ↑  ”About Japanese honorifics” (på amerikansk engelska). Motivist Japan. 3 februari 2016. https://motivistjapan.com/2016/02/about-japanese-honorifics-san-sama-kun-chan-dono/. Läst 5 december 2019.
3. ↑  Patrick McCarthy. ”Dai Nippon Butokukai”. http://www.fighttimes.com/magazine/magazine.asp?article=293. Läst 2 januari 2012.